# مؤتمر بيكوس
مؤتمر بيكوس هو المؤتمر السنوي لعلماء الآثار ويقام في جنوب غرب الولايات المتحدة أو في شمال المكسيك.
في أغسطس من كل عام يجتمع علماء الآثار تحت سماء مفتوحة في أحد الأماكن في جنوب غرب الولايات المتحدة أو شمال المكسيك. ويقومون بعمل خيمة كبيرة للاستظلال بها، ومن ثم يقضون ثلاثة أيام أو أكثر لمناقشة البحوث التي أجريت مؤخرًا ومشكلات المجال وتحديات المهنة. وفي السنوات الأخيرة، حضر الأمريكيون الأصليون، وعلماء الآثار من الهواة، والجمهور العام، والمؤسسات الإعلامية المؤتمر ليتحدثوا مع علماء الآثار. ويلعب هؤلاء الأفراد والجماعات دورًا متزايدًا هامًا، كمشاركين أو كجمهور، في مساعدة علماء الآثار المحترفين في الاحتفال بالبحوث الأثرية ولإحياء الاستمرارية الثقافية.
لقد استلهم ألفريد في كيدير فكرته ونظمه لأول مرة في بيكوس، في نيومكسيكو في عام 1927، وليس لمؤتمر بيكوس منظمة رسمية أو قيادة دائمة. وبطريقة ما تمكن علماء الآثار المحترفون من تنظيم أنفسهم للاجتماع في مكان المؤتمر الجديد كل صيف، وغالبًا لأنهم يفهمون مشكلات العمل في عزلة -والتي يتسم بها هذا المجال- وأهمية مقابلة الزملاء وجهًا لوجه مباشرة. ومن أجل إحراز تقدم في العلم الموضوعي والمسائل الثقافية الأخرى، فإن الكتب والمقالات الصحفية لها أهميتها، ولكن لا يزال يتعين على الفرد مقابلة الزملاء مباشرة وفهم تفاصيل بحوثهم الخاصة في محافل تعاونية وجدلية.
إن مؤتمر بيكوس متاح للجميع ويظل فرصة هامة وهائلة للطلاب ودارسي عصور ما قبل التاريخ للقاء علماء الآثار المحترفين وجهًا لوجه بصورة غير رسمية لمعرفة المزيد عن هذه المهنة، والحصول على مصادر وفرص للبحوث الجديدة، ولاختبار الوسائل والنظريات الجديدة المتعلقة بعلم الآثار.

## وصلات خارجية
- 2012 Pecos Conference
- 2011 Pecos Conference
- 2010 Pecos Conference
- 2009 Pecos Conference نسخة محفوظة 25 يوليو 2011 على موقع واي باك مشين.
- Participants in First Pecos Conference 1927